# عمرو بركات
عمرو بركات لاعب كرة قدم مصري في مركز الجناح الأيسر ، من ناشئي النادي الأهلي وانضم أيضًا لناشئي نادي الزمالك ، ويلعب حاليًا في نادي الجونة.

## مسيرته الكروية

### بداياته
انضم لناشئي الأهلي في عمر الخامسة أثناء وجود الهولندي مستر كروفر وتولى تدريبه عدد من المدربين أبرزهم بدر رجب وعلاء ميهوب ومجدي طلبة ثم التحق بقطاع الناشئين بالأهلي حتى بلغ 15 عامًا. لكنه رحل عن صفوف الشياطين الحمر في عمر الـ 15 بسبب ضئالة جسمه، والتحق بعدها بفريق تحت 18 عامًا بالزمالك الذي كان يضم وقتها حازم إمام الصغير ، وعلاء علي. وقد تم تصعيده من فريق الناشئين أثناء تدريب حسام حسن لنادي الزمالك، قبل أن يعود لصفوف الناشئين على يد حسن شحاتة.

سافر في عمر الـ 17 لبلجيكا من أجل قضاء فترة معايشة بنادي جينك عن طريق أحد سماسرة اللاعبين، إلا أن الأمر انتهى به بالعودة لمصر بعد قضاء عدة فترات معايشة بالعديد من الأندية. عاد من بلجيكا لينضم لتدريبات الزمالك وينال إعجاب البرتغالي جورفان فييرا المدير الفني للزمالك أنذاك، لكن الزمالك لم يوقع عقدًا معه ليرحل عن الفريق.

### مصر للمقاصة
انتقل بعد اللعب للأهلي والزمالك ليبدأ رحلته مع عالم كرة القدم من جديد في صفوف مصر للمقاصة ويسطع نجمه مع الفريق الفيومي ويعيش أفضل فتراته الكروية مع المدرب إيهاب جلال الذي ساعده كثيرًا في تطور مستواه، وتعود انطلاقته في الدوري المصري إلى 22 مارس 2014 عندما شارك لأول مرة مع فريق مصر المقاصة لمدة 15 دقيقة خلال مواجهة الأخير أمام فريق الجونة، وأحرز هدفه الأول في الدوري المصري في شباك الاتحاد خلال موسم 2014–2015 ، ثم امتدت سلسلته التهديفية ليحرز 9 أهداف طوال 48 مباراة خاضها بالمسابقة المحلية خلال موسمين، وصنع 6 آخرين لزملائه، رغم أن لا يلعب في مركز رأس الحربة، وشارك مع الفريق الفيومي في 58 مباراة سجل خلالها 12 هدف.

نجاحاته لم تقتصر على المستوى المحلي فقط، ولكنها امتدت أيضًا إلى المشاركات القارية، حيث خاض اللاعب 6 مباريات في بطولة كأس الاتحاد الإفريقية “الكونفدرالية” مع المقاصة، وتمكن من تسجيل 3 أهداف في شباك فريقي دون بوسكو الكونغولي والدفاع الإثيوبي بواقع هدف في شباك الأول وهدفين في شباك الأخير.

### ليرس
شهد موسم 2015–2016 تألقًا ملحوظًا له ليلتحق بصفوف ليرس البلجيكي في الانتقالات الصيفية لينهي صراع بين ناديي القمة في مصر للحصول على خدماته، وكان النادي البلجيكي قد تفاوض لضمه على سبيل الإعارة لمدة موسم واحد، وبنية شرائه نهائيًا إذا ما تمكن من تثبيت أقدامه مع الفريق والتألق بين صفوفه، وانتهت صفقة انضمامه على سبيل البيع النهائي بدلًا من الإعارة، إلا أنه لم يستطع فرض نفسه على الفريق، وشارك في 3 مباريات فقط، سجل خلالها ثلاثة أهداف في مباراة واحدة في بطولة كأس بلجيكا أمام فريق رويال فارمي في المباراة التي انتهت بفوز فريقه بنتيجة 8–2.

### الأهلي
في 17 يناير 2017 انضم إلى النادي الأهلي رسميًا لمدة أربع مواسم ونصف، على أن ينضم للأهلي في يناير حتى نهاية موسم 2021 ، وتضمن عقد بيعه للأهلي بندًا يمنح النادي البلجيكي نسبة 15% حال بيع الأهلي له مستقبلًا لأي نادٍ آخر. وانضم إلى تدريبات الفريق بداية من 22 يناير 2017 بعد استقرار الجهاز الفني بقيادة حسام البدري على قيده بالقائمة الأفريقية.

وشارك في أول مباراة له مع النادي الأهلي أمام بلدية الإسماعيلية في 24 يناير 2017 ، في المباراة الودية التي جمعت بين الفريقين، وانتهت بفوز الأهلي بثلاثة أهداف دون مقابل.

ولكن أول مباراة رسمية له مع الفريق بعد 111 يومًا بعدما غاب 11 مباراة، أمام النصر للتعدين في 8 مايو 2017 في الجولة الثامنة والعشرين من الدوري، حيث نزل بديلًا لعبد الله السعيد في الدقيقة 75.

### نادي الشباب السعودي
أعاره النادي الأهلي إلى نادي الشباب مطلع عام 2018 .

## إحصائيات مشاركاته
آخر تحديث في 24 يونيو 2018

### مع الأندية
| الفريق      | الموسم    | الدوري  | الدوري | الكأس   | الكأس | البطولات القارية | البطولات القارية | بطولات أخرى | بطولات أخرى | الإجمالي | الإجمالي |
| الفريق      | الموسم    | مشاركات | أهداف  | مشاركات | أهداف | مشاركات          | أهداف            | مشاركات     | أهداف       | مشاركات  | أهداف    |
| ----------- | --------- | ------- | ------ | ------- | ----- | ---------------- | ---------------- | ----------- | ----------- | -------- | -------- |
| مصر للمقاصة | 2013–2014 | 4       | 0      | 0       | 0     | —                | —                | —           | —           | 4        | 0        |
| مصر للمقاصة | 2014–2015 | 20      | 3      | 3       | 0     | —                | —                | —           | —           | 23       | 3        |
| مصر للمقاصة | 2015–2016 | 24      | 6      | 1       | 0     | 6                | 3                | —           | —           | 31       | 9        |
| مصر للمقاصة | الإجمالي  | 48      | 9      | 4       | 0     | 6                | 3                | —           | —           | 58       | 12       |
| ليرس        | 2016–2017 | 2       | 0      | 1       | 3     | —                | —                | —           | —           | 3        | 3        |
| ليرس        | الإجمالي  | 2       | 0      | 1       | 3     | —                | —                | —           | —           | 3        | 3        |
| الأهلي      | 2016–2017 | 1       | 0      | 0       | 0     | 0                | 0                | 3           | 2           | 4        | 2        |
| الأهلي      | الإجمالي  | 1       | 0      | 0       | 0     | 0                | 0                | 3           | 2           | 4        | 2        |
| الشباب      | 2017–2018 | 8       | 0      | 1       | 0     | —                | —                | —           | —           | 9        | 0        |
| الشباب      | الإجمالي  | 8       | 0      | 1       | 0     | —                | —                | —           | —           | 9        | 0        |

## روابط خارجية
- عمرو بركات على موقع قاعدة بيانات كرة القدم.إي يو (الإنجليزية)
- عمرو بركات على موقع Soccerway.com (الإنجليزية)